# Lans
Lans é uma comuna francesa na região administrativa de Borgonha-Franco-Condado, no departamento Saône-et-Loire. Estende-se por uma área de 8,11 km². Em 2010 a comuna tinha 950 habitantes (densidade: 117,1 hab./km²).